# Combres
Combres ist ein Ort und eine Gemeinde mit 553 Einwohnern (Stand 1. Januar 2022) im nordfranzösischen Département Eure-et-Loir im Nordwesten der Region Centre-Val de Loire.

## Lage
Der Ort Combres liegt am Flüsschen Mazure im Regionalen Naturpark Perche in einer Höhe von ca. 215 m. Nächstgrößere Stadt ist Nogent-le-Rotrou (ca. 20 km westlich); die Stadt Chartres ist nur ca. 40 km (Fahrtstrecke) in nordöstlicher Richtung entfernt. Das Klima wird in hohem Maße vom Ärmelkanal beeinflusst und ist deshalb nahezu frostfrei; Regen (ca. 655 mm/Jahr) fällt verteilt übers ganze Jahr.

## Bevölkerungsentwicklung
| Jahr      | 1800 | 1851 | 1901 | 1954 | 1999 | 2017 |
| Einwohner | 771  | 905  | 709  | 511  | 368  | 562  |

Der kontinuierliche Bevölkerungsrückgang seit der Mitte des 19. Jahrhunderts ist im Wesentlichen auf die Mechanisierung der Landwirtschaft und den damit einhergehenden Verlust von Arbeitsplätzen zurückzuführen.

## Wirtschaft
Combres war traditionell eine Landgemeinde mit einem hohen Anteil an Weidewirtschaft. Außerdem spielte die Herstellung und der Verkauf von Holzkohle eine wichtige Rolle für das Überleben der Bewohner.

## Geschichte
Combres gehörte zum Siedlungsgebiet der gallischen Karnuten. Eine erste Kirche wird im Jahr 1147 urkundlich erwähnt; seit dem Mittelalter stand der Ort weitgehend unter der Dominanz von Nogent-le-Rotrou, der Hauptstadt des Perche.

## Sehenswürdigkeiten

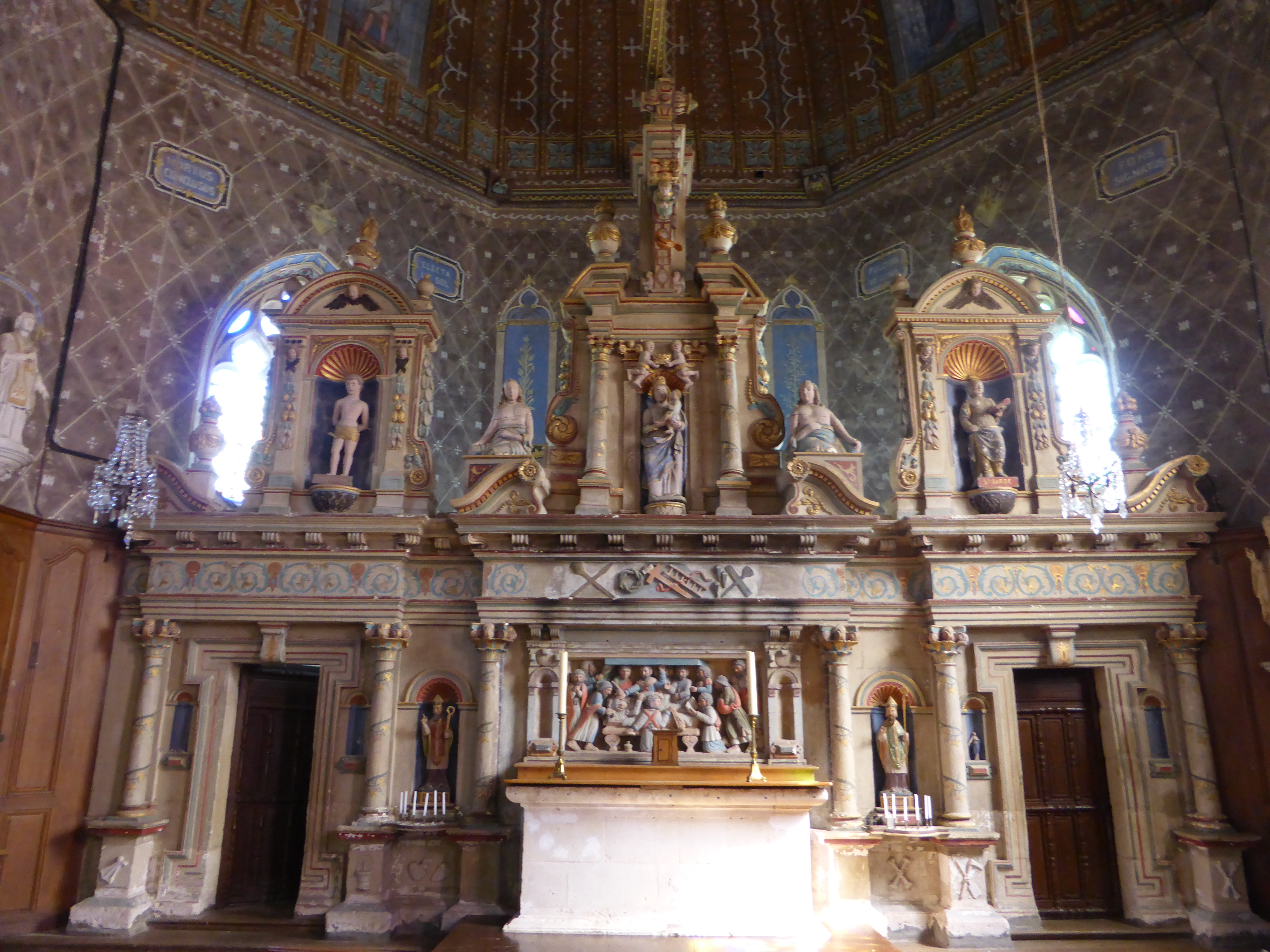
Combres – Lettner der Église Notre Dame

- Die heutige Église Notre-Dame stammt aus dem 16. Jahrhundert und besteht aus einem Kirchenschiff mit anschließender polygonal gebrochener Apsis. Besondere Aufmerksamkeit verdient das von Zugankern zusammengehaltene und mit Ornamenten und Heiligenfiguren bemalte Holzgewölbe. Die Wände der Kirche sind verputzt und komplett mit Fugenmalereien überzogen, wobei die in der Apsis rautenförmig angeordnet sind. Die Apsis wird durch einen barocken Lettner mit Altar und zwei seitlichen Türen zweigeteilt; im rückwärtigen Teil befindet sich die Sakristei.[2]
- Nur wenige Meter entfernt erinnert ein figürliches Denkmal an die gefallenen Soldaten des 1. Weltkriegs.